# オビッツォ3世・デステ
オビッツォ3世・デステ (Obizzo III d'Este, 1294年7月14日 - 1352年3月20日) は、フェッラーラ侯、モデナ＝レッジョ侯。

## 生涯
アッツォ8世の弟アルドブランディーノ2世とアルダ・ランゴーニ（Alda Rangoni）との息子である。
フェッラーラの政治を兄弟のリナルド（Rinaldo, 1335年死去）とニッコロ（Niccolò, 1344年死去）、アッツォ8世の甥フォルコ2世（Folco II）と共に掌握し、最終的にはフェッラーラのシニョーレとなった。
それに続き、モーデナ（1336年）とパルマ（1344年 - 46年）の征服など家族の財産の拡大に成功した。
ヤコパ・ペーポリ（Jacopa Pepoli）と結婚し、彼女の死後リッパ・アリオスティ（Lippa Ariosti）と再婚した。
彼の死後は息子のアルドブランディーノ3世が後を継いだ。